# Margarida de Passavante
Margarida de Nully (em francês: Marguerite de Nully), também conhecida como Margarida de Passavante, foi a senhora hereditária de Passavante, Ácova e Mitópolis no Principado da Acaia, na Grécia franca.

## Vida
Margarida, nascida em algum momento antes de 1240, era filha do barão de Passavante e marechal da Acaia João de Nully com sua esposa de nome desconhecido, irmã do barão de Ácova Gualtério de Rosières. Uma vez que Gualtério não tinha crianças, ela foi herdeira de ambas as baronias. Seu primeiro casamento foi com Guiberto de Cors, que faleceu na batalha de Caride em 1258. Em 1261, foi enviada como refém à corte bizantina de Constantinopla em troca da libertação do príncipe Guilherme II de Vilearduin e a maioria de seus nobres, que haviam sido capturados na batalha de Pelagônia em 1259. Margarida permaneceu na corte bizantina até ca. 1275, e durante este período Passavante foi perdida para os bizantinos e seu tio Gualtério morreu (ca. 1273).
Com o retorno dela para o principado, ela tentou reclamar a herança de seu tio mas foi impedida, uma vez que pelo direito feudal aqueu, quaisquer herdeiros tinham de trazer suas reivindicações dentro de ao menos dois anos e dois dias da data da morte do último titular, ou o direito era confiscado. Como Margarida atrasou sua chegada, Guilherme II já havia confiscado a Baronia de Ácova. Os direitos de Margarida estiveram sujeitos a uma celebrada disputa legal, que foi abjudicada num parlamento realizado em Glarentza, provavelmente em 1276. Seguindo o conselho de seus apoiantes, Margarida casou-se com João de Saint Omer, irmão mais novo do muito influente senhor de Tebas Nicolau II, para promover suas reivindicações. No evento, o parlamento favoreceu o príncipe, que no entanto cedeu um terço da baronia (8 feudos) para Margarida e João, enquanto o restante, junto da fortaleza de Ácova, tornaram-se feudo da filha mais jovem de Guilherme II, Margarida.